# David Ricardo
David Ricardo (Londres, 18 de abril de 1772-Gatcombe Park, 11 de septiembre de 1823) fue un economista inglés de origen judío sefardí-portugués, miembro de la corriente de pensamiento clásico económico y uno de los más influyentes junto a Adam Smith y Thomas Malthus. Continuó y profundizó el análisis del circuito de producción de la república, cuyo origen se remonta a Quesnay y al fisiocratismo. Es considerado uno de los pioneros de la macroeconomía moderna por su análisis de la relación entre beneficios y salarios, uno de los iniciadores del razonamiento que daría lugar a la ley de los rendimientos decrecientes y uno de los principales fundadores de la teoría cuantitativa del dinero. Es por ello que es invocado por familias de pensamiento económico muy diferentes, desde los economistas austriacos, pasando por los neoclásicos hasta los marxistas ingleses.
También fue un hombre de negocios, especulador exitoso, agente de cambio y diputado, logrando amasar una considerable fortuna.

## Biografía
David Ricardo era el tercero de diecisiete hijos de una familia judía sefardí que emigró de Países Bajos a Inglaterra antes de su nacimiento. Empezó a trabajar a los catorce años en la Bolsa de Londres como empleado de su padre. En 1793 se casó fuera de la fe judía y las relaciones con su familia se volvieron más tirantes, por lo que Ricardo decidió establecerse por su cuenta. Se especializó en la negociación de valores públicos, prosperó bastante deprisa y para 1815 había amasado una fortuna considerable.
Después de haber adquirido su fortuna en la Bolsa de Londres, se convirtió en terrateniente. En 1819 fue elegido miembro del Parlamento; retuvo el cargo hasta su muerte. En la Cámara de los Comunes sus opiniones gozaban de autoridad, y se ha dicho de él que fue el primero en educar a la Cámara en el análisis económico. Se retiró de los negocios, lo que le permitió dedicarse a trabajos intelectuales desde muy joven. Su interés por los problemas de la teoría económica se desarrolló hacia la mitad de su vida. Su primer contacto con el tema parece datar de 1799, cuando leyó a Adam Smith. En 1809 aparecieron publicadas sus primeras opiniones sobre economía en forma de cartas a la prensa firmadas por «R» en relación con la devaluación de la moneda.
Su obra más importante, labor por la que sería reconocido como uno de los economistas más importantes de la época, Principios de economía política y tributación, apareció en 1817, y constituye la exposición más madura y precisa de la economía clásica; en el prefacio afirma que «el principal problema de la economía política es determinar las leyes que regulan la distribución». Con ese fin desarrolló una teoría del valor-trabajo. La teoría del valor-trabajo en la economía política clásica, la teoría del valor y una teoría de la distribución. Escribió también gran número de ensayos, cartas y notas que contienen aportaciones de importancia. Sin embargo, sus escritos resultan tan condensados y complejos que muchos lectores encuentran mejor expuestas sus ideas en los trabajos de Jean-Baptiste Say, Thomas Malthus y John Ramsay McCulloch.
Este economista, cuya labor es particularmente importante por el lugar destacado en que colocó al problema del valor, especialmente al poner de manifiesto con claridad que los problemas de la distribución dependen de la teoría del valor, según la cual el  precio o valor de los bienes depende de los costos de producción; defendió la libre circulación de los productos agrícolas y enunció la Ley de hierro de los sueldos, según la cual «el salario siempre tenderá a reducirse a lo estrictamente necesario permitiendo al asalariado solamente subsistir y reproducirse». De acuerdo con esta idea, si el salario sube más de lo estrictamente necesario, la población aumentará y al haber mayor oferta laboral, los salarios bajarán. Por el contrario si los salarios son inferiores a lo estrictamente necesario la población disminuirá, provocando con ello una escasez de mano de obra y por consiguiente un aumento en los salarios. Esta teoría influyó en Marx para afirmar que el obrero nunca disfrutaría de los beneficios del capitalismo.

## Pensamiento económico

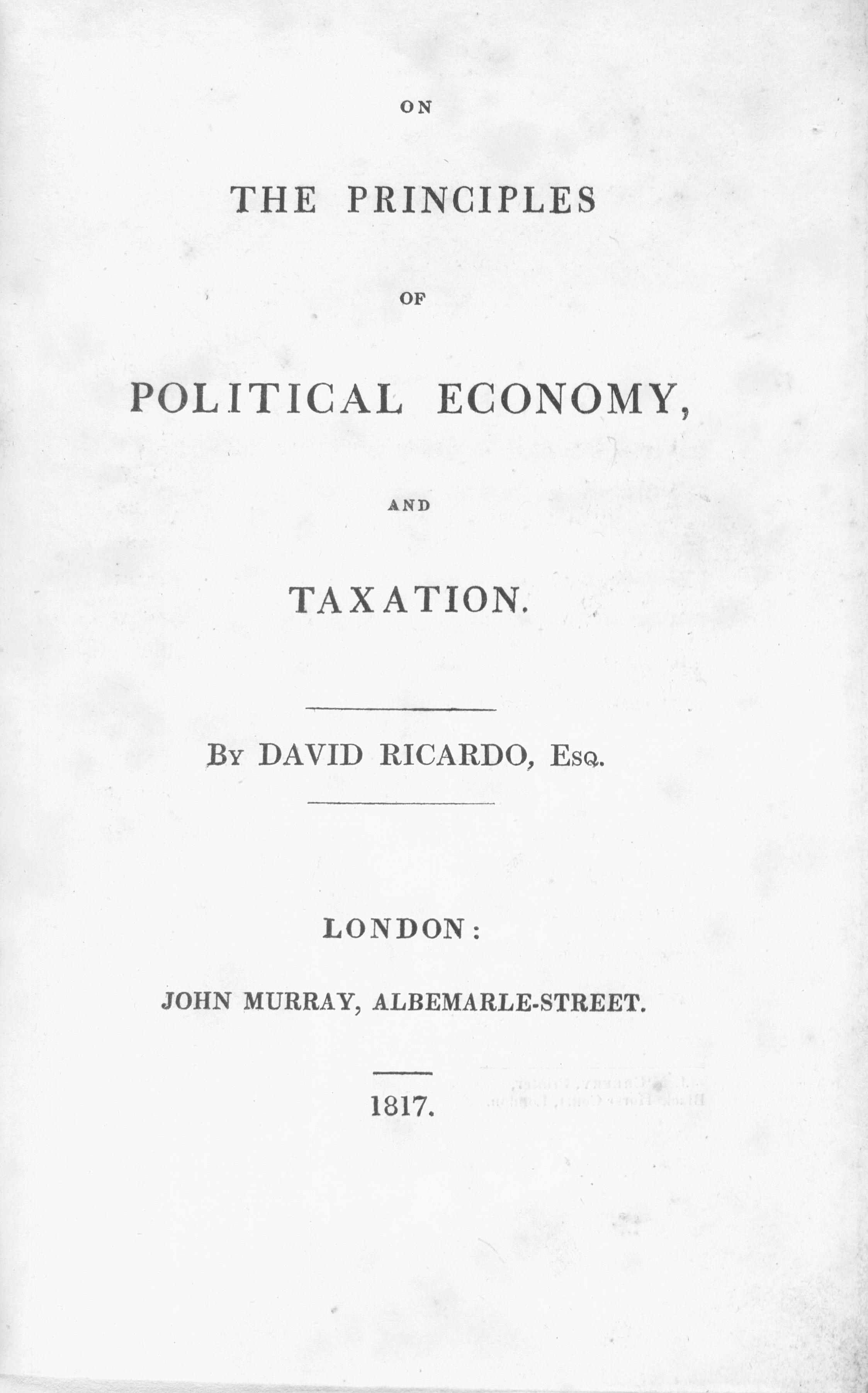
Principios de economía política y tributación, 1817.

Dedicó una atención especial a la teoría del valor. Consideró que el valor de cambio de las mercancías, venía determinado por la cantidad de trabajo necesaria para su producción, que Adam Smith lo consideró exacto en las sociedades primitivas, pero no en aquellas en donde la producción de los bienes requería a su vez capital y trabajo. Con respecto al valor del trabajo (salario), Ricardo consideró igualmente que vendría por el número de horas destinadas a la producción de los bienes de subsistencia, que permitiera mantener al trabajador y a su familia. El salario determinado por el mercado a través de la oferta y demanda de trabajo podía coincidir, o no, con este salario natural, pero oscilaría siempre alrededor de él. De tal forma que si ambos salarios no coinciden, se producirán movimientos de crecimiento o descenso de la población, según que el salario de mercado sea superior o inferior al natural, manteniéndose por tanto entre ellos una tendencia de equilibrio.
Las preocupaciones de Ricardo en relación con el crecimiento lo llevaron a interesarse primero por los factores que explican la distribución de la renta. Recién en segunda instancia, se preocupaba por averiguar las causas del crecimiento económico, o el origen de "la riqueza de las naciones".

### Teoría de la renta diferencial
Ricardo dedicó también gran atención al tema de la renta de la tierra. En esa época en Inglaterra, los propietarios no explotaban directamente sus tierras en la mayoría de las ocasiones, sino que las arrendaban.
La tesis que mantiene es que la renta de la tierra es debida a la diferente fertilidad de la misma y a la ley de los rendimientos decrecientes. Según Ricardo cuando la población es baja con respecto a las tierras disponibles, solo serán cultivadas las mejores, no existiendo por tanto renta, ya que nadie estaría dispuesto a pagarla mientras existan otras igualmente buenas y no ocupadas. Lo mismo sucedería de no existir la ley de los rendimientos decrecientes, ya que si al aplicar mayor cantidad de trabajo y capital a una misma tierra, se obtiene de ella rendimientos proporcionales, solo se cultivarían las más fértiles y por lo tanto no habría renta.
La renta en el margen del cultivo extensivo
Nadie paga renta en un país recién colonizado y en donde abunda la tierra fértil. Pero, cuando en el progreso de la sociedad, la tierra de segunda calidad de fertilidad se dedica al cultivo, la renta comienza inmediatamente sobre la de primera calidad y la cantidad de esa renta dependerá de la diferencia en la calidad de esas dos porciones de tierra. Cuando la tierra de tercera calidad se dedica al cultivo, la renta comienza de inmediato sobre la de segunda y está regulada como antes, por la diferencia en sus poderes productivos. Al mismo tiempo, la renta de la de primera calidad aumentará, ya que siempre debe estar por encima de la renta de la de segunda, por la diferencia entre el producto que rinde con una determinada cantidad de capital y de trabajo. Con cada paso en el progreso de la población, que obligará a un país a recurrir a la tierra de una calidad peor para permitirle incrementar su suministro de alimentos, aumentará la renta sobre todas las tierras más fértiles.

### Comercio internacional
Entre sus aportes destaca especialmente la teoría de la ventaja comparativa, que defiende las ventajas del comercio internacional y, en esencia, es una ampliación de la división del trabajo propuesta por Adam Smith y opuesta a las teorías proteccionistas (que defendían la producción del propio país y evitaban el comercio con el exterior).
En su libro Principios de economía política y tributación de 1817, David Ricardo propuso que un país debe especializarse en aquellos bienes y servicios que pueda producir de manera más eficiente y adquirir de otros países aquellos que produzca de manera menos eficiente, incluso cuando, en ocasiones, esto represente adquirir bienes extranjeros cuya producción final puede ser más eficiente. De esta manera, la teoría de David Ricardo hace énfasis en la productividad de los países.
Tanto la teoría de la ventaja absoluta con la de la ventaja comparativa simplifican en sus modelos el comportamiento de la economía mucho más allá del cæteris paribus ordinario, en donde se estudia una variable y se dejan estáticas las demás. Aquí se están omitiendo factores como los que se mencionaron en el apartado anterior, por ejemplo: qué pasa cuando más de un país son los más eficientes en la producción u obtención de un bien en dos regiones distintas del mundo. Es sin embargo un gran acierto definir la ventaja de los países en la productividad. Sin embargo cabe destacar que un país puede volverse más productivo en la obtención de cierto artículo gracias a aspectos como el desarrollo tecnológico.

## Equivalencia ricardiana
Otra de las ideas asociadas a David Ricardo es la equivalencia ricardiana. Esta teoría argumenta que no importa de qué manera financie el gasto público un país, si mediante un aumento de impuestos o mediante emisión de deuda pública, ninguno de los dos casos, produce este  efecto en la economía real. Esta idea se basa en la racionalidad de los contribuyentes de pronosticar que un aumento del gasto público conllevará subidas de impuestos en el futuro para financiar ese gasto. Por ello, ante un aumento del gasto público los contribuyentes reducirán su consumo y aumentarán su ahorro para asegurarse un futuro estable y compensar esa futura subida de impuestos. De esta manera, si la reducción del consumo por parte de los contribuyentes es la misma que la deuda que debe devolver el Gobierno, no se producirá ningún cambio en la demanda agregada.

## Publicaciones

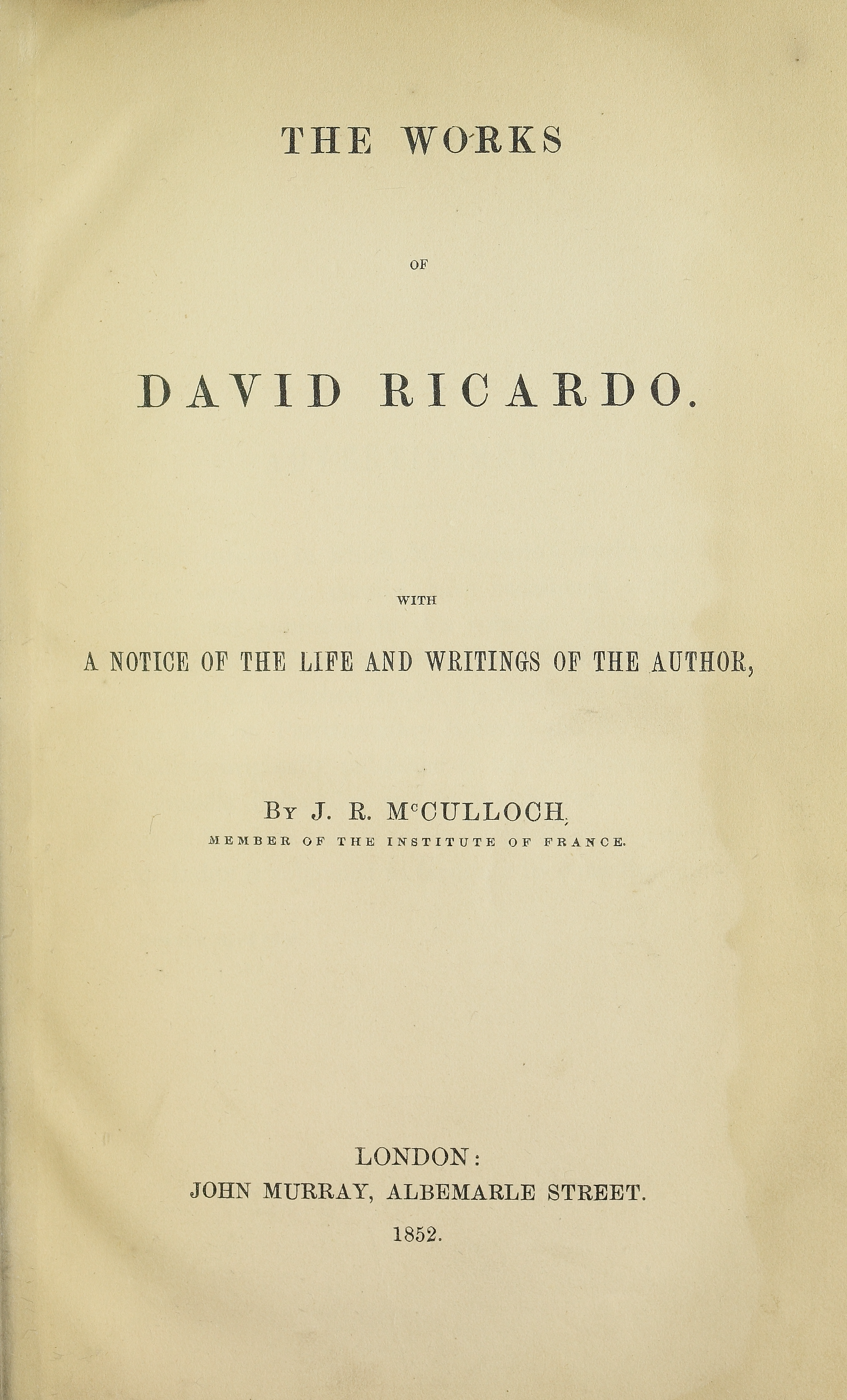
Obras, 1852

Las publicaciones de Ricardo incluyen:
- The High Price of Bullion, a Proof of the Depreciation of Bank Notes (El alto precio del lingote, una prueba de la depreciación de los billetes de banco) (1810), que abogaba por la adopción de una moneda metálica.
- Essay on the Influence of a Low Price of Corn on the Profits of Stock (Ensayo sobre la influencia del bajo precio del maíz en los beneficios de las acciones) (1815), que defendía que la derogación de las Leyes del maíz distribuiría más riqueza entre los miembros productivos de la sociedad.
- On the Principles of Political Economy and Taxation (Principios de economía política y tributación) (1817), un análisis que concluía que la renta de la tierra crece a medida que aumenta la población. También expuso claramente la teoría de la ventaja comparativa, que sostenía que todas las naciones podían beneficiarse del libre comercio, incluso si una nación era menos eficiente en la producción de todo tipo de bienes que sus socios comerciales.

Sus obras y escritos se recogieron en Ricardo, David (1981). The works and correspondence of David Ricardo (en inglés) (1a., paperback edición). Cambridge: Cambridge University Press. ISBN 0521285054. OCLC 10251383..

## Actividad parlamentaria
Como diputado por Portarlington, votó con la oposición en apoyo de los movimientos liberales en Nápoles, 21 de febrero, y Sicilia, 21 de junio, y a favor de la investigación sobre la administración de justicia en Tobago, 6 de junio. Se opuso a la derogación de la Blasphemous and Seditious Libels Act, 8 de mayo, la investigación de la masacre de Peterloo, 16 de mayo, y la abolición de la pena de muerte por falsificación, 25 de mayo 4 de junio de 1821.
Apoyó firmemente la implantación del libre comercio. Votó en contra de la renovación de los derechos sobre el azúcar, 9 de febrero, y se opuso a los derechos más elevados sobre los productos de las Indias Orientales frente a los de las Antillas, 4 de mayo de 1821. Se opuso a los derechos sobre la madera. Votó en silencio a favor de la reforma parlamentaria, el 25 de abril y el 3 de junio, y habló a favor de ella en la cena del aniversario de la reforma de Westminster, el 23 de mayo de 1822. Volvió a votar a favor de la reforma del derecho penal, el 4 de junio.
David Ricardo creía que el aumento de las importaciones aumentaba la felicidad de la humanidad al incrementar el número de bienes disponibles para el consumo. Se dice que Ricardo "poseía una extraordinaria rapidez para percibir en los giros del mercado cualquier diferencia accidental que pudiera surgir entre el precio relativo de los distintos valores" y Ricardo pudo hacer crecer su riqueza comerciando con valores durante las guerras revolucionarias y napoleónicas.
Durante las guerras napoleónicas, David Ricardo desarrolló un desprecio por las Leyes del maíz impuestas por los británicos para fomentar las exportaciones. La intervención del gobierno en el comercio de cereales se remontaba a los años 1400, y el comercio ha sido controlado, regulado y gravado. Inglaterra era una economía capitalista en la que los trabajadores y los terratenientes consumían la totalidad de las rentas y la acumulación de capital dependía por completo de los beneficios de los capitalistas que estaban bajo una presión perpetua durante el siglo XVIII y principios del XIX.
La reforma política era necesaria, ya que la producción agrícola luchaba por mantener el ritmo de crecimiento de la población. Las Leyes del Maíz crearon barreras a las importaciones que aumentaron los costes de subsistencia que crearon salarios más altos. Los salarios más altos redujeron los beneficios y un efecto adicional de reducción de la inversión de capital y un estado de economía estacionaria. El aumento de las rentas, atribuido a las Leyes del Maíz por Ricardo, se produjo a expensas de los beneficios económicos de las naciones. El libre comercio era la respuesta al inmovilismo por parte de David Ricardo, y anticipó que Gran Bretaña importaría productos agrícolas a cambio de productos manufacturados. Tras la muerte de Ricardo, las leyes fueron finalmente derogadas, y su plan de libre comercio se convirtió en política pública en Gran Bretaña.
Su amigo John Louis Mallett comentó: "... se enfrenta a todos los temas que ha estudiado con una mente hecha, y las opiniones en la naturaleza de las verdades matemáticas. Habló de la reforma parlamentaria y de la votación como un hombre que llevaría a cabo tales cosas, y destruiría el sistema existente mañana, si estuviera en su poder, y sin la menor duda sobre el resultado ... Es esta misma cualidad de la mente del hombre, su total desprecio por la experiencia y la práctica, lo que me hace dudar de sus opiniones sobre economía política."